# 440 Theodora
Theodora (asteroide 440) é um asteroide da cintura principal, a 1,9710339 UA. Possui uma excentricidade de 0,1081008 e um período orbital de 1 199,92 dias (3,28 anos).
Theodora tem uma velocidade orbital média de 20,0356565 km/s e uma inclinação de 1,59872º.
Esse asteroide foi descoberto em 13 de Outubro de 1898 por Edwin Coddington.